# Alison Kreviazuk
Alison Kreviazuk (Mississauga, 27 de septiembre de 1988) es una deportista canadiense que compitió en curling.
Ganó dos medallas en el Campeonato Mundial de Curling, en los años 2013 y 2014.

## Palmarés internacional
| Campeonato Mundial | Campeonato Mundial  | Campeonato Mundial | Campeonato Mundial |
| Año                | Lugar               | Medalla            | Prueba             |
| ------------------ | ------------------- | ------------------ | ------------------ |
| 2013               | Riga (Letonia)      | Medalla de bronce  | Equipo             |
| 2014               | Saint John (Canadá) | Medalla de plata   | Equipo             |